# Großer Treck

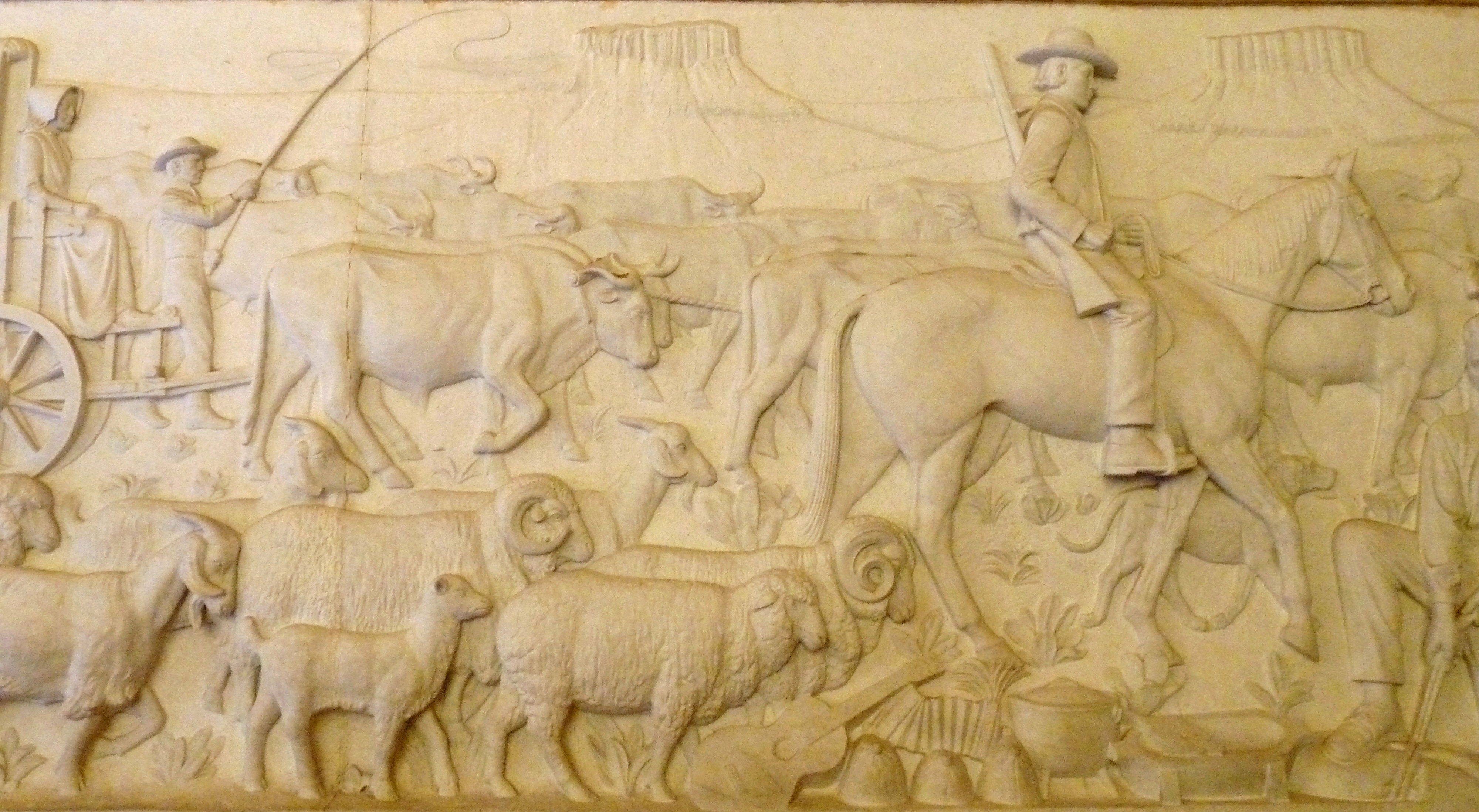
Die ersten beiden der Basreliefs des Voortrekkermonuments zeigen den Auszug der Voortrekker 1836/1837

Als Großer Treck (afrikaans Groot Trek) wird die Migration der Buren aus der Kapkolonie (Südafrika) zwischen 1835 und 1841 bezeichnet.

## Hintergrund
Die Vorbedingungen für den Großen Treck liegen in der verstärkten britischen Einwanderung in das Kapland ab etwa 1820, in deren Folge die Buren ihre demografisch dominierende Stellung verloren. Ein erster Auslöser wird im Slagtersnek-Aufstand (1815) gesehen. Englisch wurde 1828 zur offiziellen Gerichtssprache erhoben. Neben dem Niederländischen als Amtssprache wurde die Möglichkeit, vor Gericht niederländisch bzw. Afrikaans zu sprechen, abgeschafft. Der Gouverneur hatte sich künftig mit einem Aufsichtsgremium (Council of Advice) abzustimmen. Auch die Aufhebung des Hafenmonopols von Kapstadt veränderte die Wirtschaftsstrukturen gravierend. Zudem wurde das englische Recht eingeführt, das unter anderem die Gleichstellung von Weißen und freien Nicht-Weißen vorsah. Durch einen Erlass im Jahre 1828 war es den „Hottentotten“ erstmals möglich, Land zu erwerben. Dies bedeutete für die Buren insofern einen tiefen Einschnitt, als sie diese nun nicht mehr als Arbeitskräfte benutzen konnten. Die Eingeborenen wurden aufgrund ihrer Besitzlosigkeit nämlich "prinzipiell als Vagabunden betrachtet, [die] als solche […] zur Arbeit gezwungen werden konnten." Das Gesetz entzog vielen Buren ihre wirtschaftliche Existenzgrundlage und war für die nachfolgenden Ereignisse entscheidender als die Abschaffung der Sklaverei im Britischen Empire, zumal es in der Kapkolonie lediglich wenige zehntausend Sklaven gab. Auch ideologisch stieß die rechtliche Gleichstellung der Khoikhoi-Bevölkerung mit den europäischen Einwanderern bei den Buren auf starke Ablehnung. Eines ihrer Ziele lautete demzufolge, „ein angemessenes Verhältnis zwischen Herren und Knechten“ beizubehalten. Dieser Auffassung verhaftet, schlossen die Verfassungen der später gebildeten Burenrepubliken eine Gleichstellung im öffentlichen Leben und den Kirchen aus. Der Verlust der Machtstellung der ländlichen Oberschicht erzeugte ab Mitte der 1830er Jahre eine Wanderungsbewegung unterschiedlicher Gruppen der burischen Bevölkerung. Um sich dem Einflussbereich des britischen Rechts zu entziehen, wichen sie erneut ins Hinterland aus. Insgesamt begaben sich Ende der 1830er Jahre rund 15.000 Buren mit Ochsenwagen, sogenannte „Voortrekker“, auf den Weg Richtung Norden und verließen dabei über den Oranje die Kapkolonie. Pieter Retief hatte dazu ein Manifest verfasst und war einer der Anführer dieser Bewegung. Darunter gab es besonders konservative Gruppen, als Doppers bezeichnet, die aus Traditionspflege altertümliche Kleidung trugen und von Andries Potgieter angeführt wurden. Diese fanden in Westtransvaal eine neue Heimat. Zu ihnen gehörte auch der damals noch junge Paul Kruger. Der Begriff Großer Treck kam erst zum Ende des 19. Jahrhunderts auf. Andere Quellen nennen abweichende Migrantenzahlen für unterschiedliche Zeitabschnitte.

## Die Migrationsrichtung

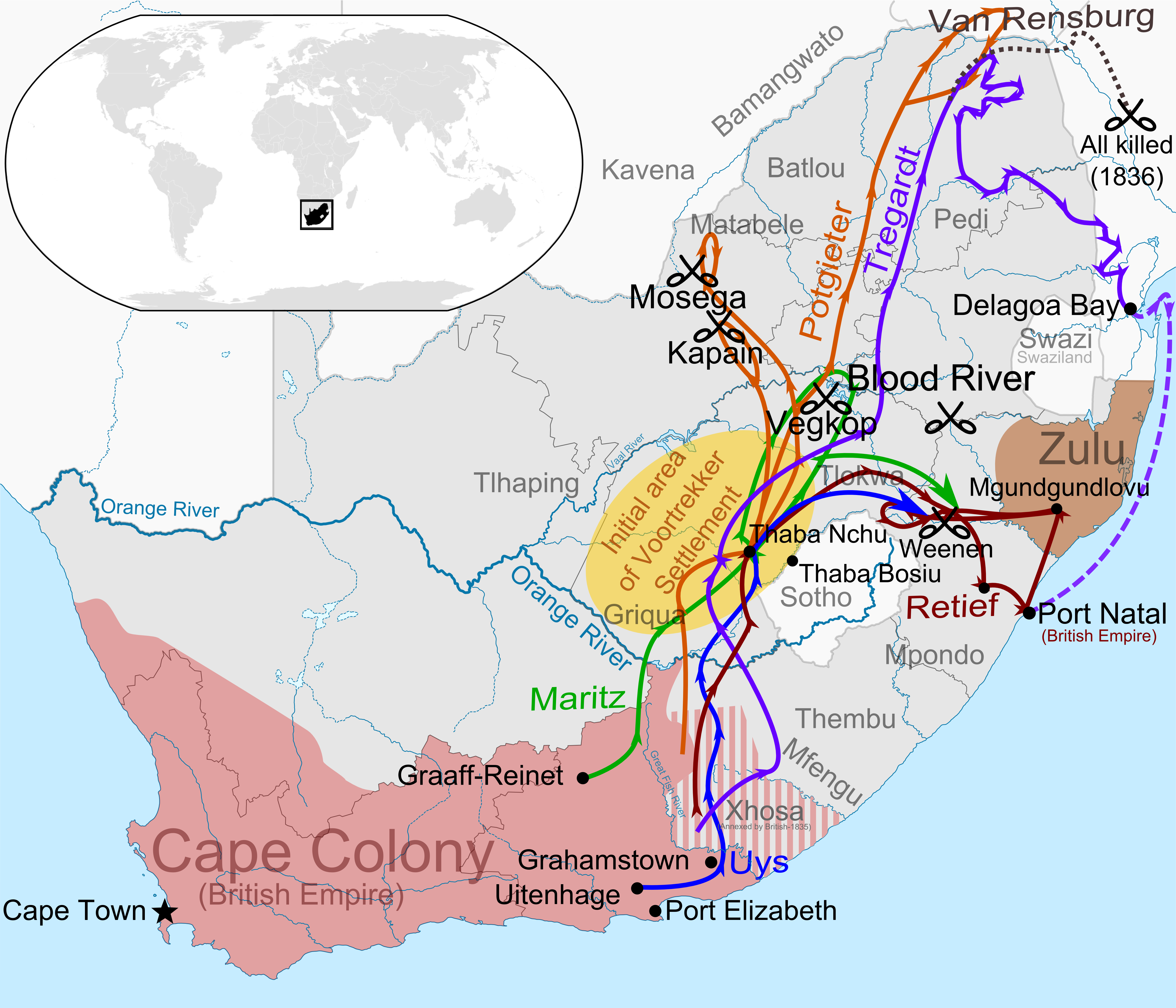
Karte der größeren Treckzüge während der ersten Welle des Großen Trecks (1835–1840) mit den wichtigsten Ereignissen und Schlachten. Gezeigt werden die Züge unter:
Louis Tregardt
Johannes Janse van Rensburg
Andries Hendrik Potgieter
Gerrit Maritz
Pieter Retief
Piet Uys

Der Haupttreck teilte sich nach der Überquerung des Oranje-Flusses: Einige Züge fuhren weiter nördlich, andere östlich nach Natal, wo sie 1839 die erste der unabhängigen Burenrepubliken, namentlich Natalia, gründen. Ein großer Teil der Siedler in Natal verließ es bald wieder, weil sie von Zulu angegriffen wurden und die Briten die Küste besetzten. Sie zogen weiter ins Gebiet zwischen Oranje und Vaal, wo sie den Oranje-Freistaat gründeten, und schließlich in das Gebiet zwischen Vaal und Limpopo, wo sie die Burenrepublik „Transvaal“ errichteten.

## Militärische Auseinandersetzungen
Im Zuge des Großen Trecks kam es immer wieder zu Zusammenstößen mit der einheimischen Bevölkerung, vor allem mit den Zulu. 1838 tötete der Zulukönig Dingane 500 Voortrekker, darunter Pieter Retief, in uMgungundlovu, woraufhin eine Strafexpedition, angeführt von Andries Pretorius, am 16. Dezember 1838 die Zulu in der „Schlacht am Blood River“ vernichtend schlug.
Auch mit den Ndebele unter Mzilikazi kam es häufig zu Zusammenstößen. Da die einheimischen Stämme aber durch die Unterwerfungskriege Shakas und deren Folgen (die „Mfecane“) geschwächt waren, siegten die Buren und konnten sich in den Gebieten ausbreiten.

## Die Folge des Großen Trecks
Die Verdrängung der einheimischen afrikanischen Bevölkerung löste erneut eine Völkerwanderung im gesamten südlichen Afrika aus. Dies und militärische Niederlagen führten zu einer Schwächung des mächtigen Zulureiches, was schließlich die Unterwerfung durch Großbritannien erleichterte.
Während Natalia bereits 1843 britisch besetzt wurde, hatten die beiden anderen genannten Burenrepubliken längeren Bestand. In der Sand River Convention 1852 überließen die Briten den Buren sämtliche Gebiete nördlich des Vaals und erkannten die Unabhängigkeit der Republiken an. Hier unterlagen die Buren erst im Zweiten Burenkrieg (1899–1902). 1910 wurden die Gebiete der Südafrikanischen Union einverleibt.